# 三重県道6号四日市楠鈴鹿線
三重県道6号四日市楠鈴鹿線（みえけんどう6ごう よっかいちくすすずかせん）は、三重県四日市市尾上町から鈴鹿市白子を結ぶ県道（主要地方道）である。

## 概要
沿線の地名から塩浜街道、白子街道と呼ばれる。終始国道23号の海側に沿っており、バイパス的な役割も果たしている。
しかし、鈴鹿市白子町の白子街道内に僅かながら狭路区間を擁している。

### 路線データ
2016年（平成28年）4月1日現在。
- 総延長：17.4561 km[2]
  - 実延長：17.4561 km[2]
  - 重用延長：なし[2]
- 起点：三重県四日市市千歳町2-4番地先[2]（国道164号上）
- 終点：三重県鈴鹿市白子町字城堤3069番地先[2]（白子三交差点、国道23号交点）
- 橋梁：26本（総延長：822.2m）[2]

## 歴史
- 1954年（昭和29年）12月25日 - 路線が認定される[2]。
- 1993年（平成5年）5月11日 - 建設省から、県道四日市楠鈴鹿線が四日市楠鈴鹿線として主要地方道に指定される[3]。

## 路線状況

### 別名
- 塩浜街道（四日市市）
- 白子街道（鈴鹿市）

### 重複区間
- 国道164号（起点 - 四日市市尾上町・尾上町交差点）
- 三重県道507号千代崎港線（鈴鹿市若松東1丁目 - 鈴鹿市南若松町）

## 地理

### 通過する自治体
- 四日市市
- 鈴鹿市

### 交差する道路
- 国道164号（起点）
- 国道164号（四日市市尾上町・尾上町交差点）
- 国道23号（名四国道）（四日市市昌栄町）
- 三重県道629号宮東日永線（四日市市宮東町3丁目・宮東町3丁目交差点）
- 三重県道502号楠河原田線（四日市市楠町北五味塚）
- 三重県道506号鈴鹿港線（鈴鹿市長太旭町4丁目）
- 三重県道635号南堀江須賀線（鈴鹿市下箕田3丁目）
- 三重県道552号伊勢若松停車場線（鈴鹿市若松北2丁目）
- 三重県道507号千代崎港線（鈴鹿市若松東1丁目）
- 三重県道507号千代崎港線（鈴鹿市南若松町）
- 三重県道551号白子停車場線（鈴鹿市江島本町）
- 国道23号・三重県道563号稲生山線（終点）

### 沿線にある施設など
- 海山道神社
- 四日市第一コンビナート群（三菱ケミカル、昭和四日市石油、石原産業）
- 長太の大楠（三重県指定天然記念物）
- 大黒屋光太夫記念館
- 千代崎海水浴場
- 白子港
- 三重県立白子高等学校